# Euphorbia gariepina
Euphorbia gariepina es una especie fanerógama perteneciente a la familia de las euforbiáceas. Es endémica de Angola, Namibia y Sudáfrica en la Provincia del Cabo.

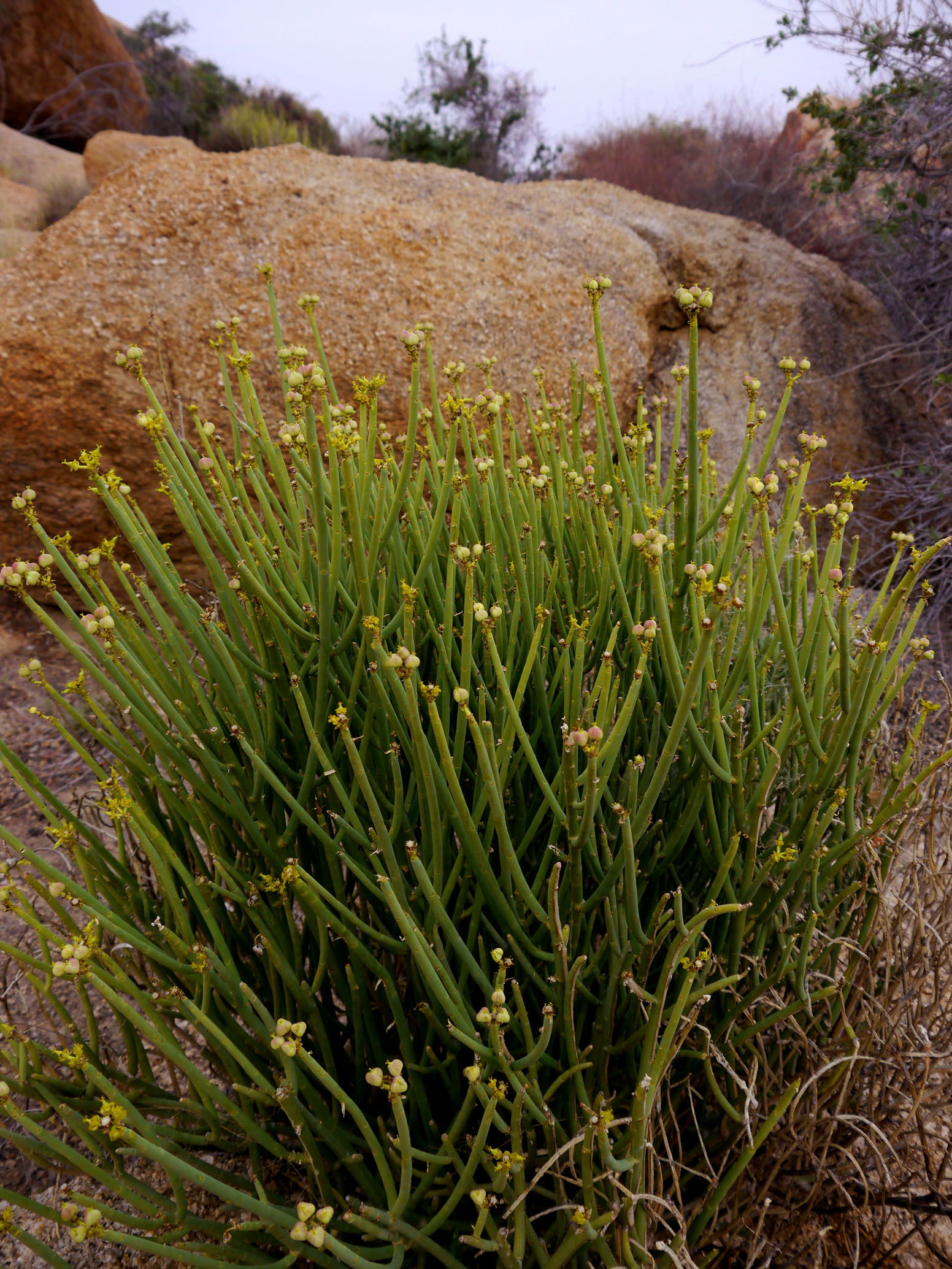
Vista de la planta

## Descripción
Es un arbusto perennifolio y carnoso que alcanza un tamaño de 0,45-1 m de altura, muy ramificada desde la base, el tallo primario de ± 2,5 cm de espesor, las ramas jóvenes convergentes hacia arriba, sin hojas, las ramas que se bifurcan alternativamente,  formando una laxa parte superior plana en corimbo, de 10-15 cm de diámetro; es dioica.

## Ecología
Se encuentra en lugares marítimos de arena, lugares rocosos y colinas cubiertas de arena fina de color marrón.
Fue recopilada en 1859 y no parece haber sido recogida de nuevo hasta el año 1970, a pesar de su presencia en la proximidad muy cercana de Mocamedes (Angola).

## Variedades
- Euphorbia gariepina ssp. balsamea (Welw. ex Hiern) L.C.Leach 1980
- Euphorbia gariepina ssp. gariepina

## Taxonomía
Euphorbia gariepina fue descrita por Pierre Edmond Boissier y publicado en Centuria Euphorbiarum 28. 1860.
Etimología
Euphorbia: nombre genérico que deriva del médico griego del rey Juba II de Mauritania (52 a 50 a. C. - 23), Euphorbus, en su honor – o en alusión a su gran vientre –  ya que usaba médicamente Euphorbia resinifera. En 1753 Carlos Linneo asignó el nombre a todo el género.
gariepina: epíteto